# Tavers
Tavers és un municipi francès, situat al departament del Loiret i a la regió de Centre – Vall del Loira. L'any 2007 tenia 1.294 habitants.

## Demografia

### Població
El 2007 la població de fet de Tavers era de 1.294 persones. Hi havia 495 famílies, de les quals 104 eren unipersonals (52 homes vivint sols i 52 dones vivint soles), 177 parelles sense fills, 190 parelles amb fills i 24 famílies monoparentals amb fills.
La població ha evolucionat segons el següent gràfic:
Habitants censats

### Habitatges
El 2007 hi havia 596 habitatges, 511 eren l'habitatge principal de la família, 49 eren segones residències i 37 estaven desocupats. 584 eren cases i 11 eren apartaments. Dels 511 habitatges principals, 448 estaven ocupats pels seus propietaris, 59 estaven llogats i ocupats pels llogaters i 4 estaven cedits a títol gratuït; 3 tenien una cambra, 28 en tenien dues, 83 en tenien tres, 128 en tenien quatre i 269 en tenien cinc o més. 406 habitatges disposaven pel capbaix d'una plaça de pàrquing. A 202 habitatges hi havia un automòbil i a 284 n'hi havia dos o més.

### Piràmide de població
La piràmide de població per edats i sexe el 2009 era:
| Homes | Edats   | Dones |
| ----- | ------- | ----- |
| 0     | 95 o +  | 0     |
| 4     | 90 a 94 | 8     |
| 4     | 85 a 89 | 16    |
| 8     | 80 a 84 | 12    |
| 28    | 75 a 79 | 24    |
| 28    | 70 a 74 | 24    |
| 48    | 65 a 69 | 36    |
| 36    | 60 a 64 | 44    |
| 24    | 55 a 59 | 20    |
| 32    | 50 a 54 | 52    |
| 60    | 45 a 49 | 56    |
| 36    | 40 a 44 | 52    |
| 40    | 35 a 39 | 28    |
| 52    | 30 a 34 | 40    |
| 32    | 25 a 29 | 28    |
| 32    | 20 a 24 | 28    |
| 52    | 15 a 19 | 56    |
| 16    | 10 a 14 | 44    |
| 36    | 5 a 9   | 56    |
| 20    | 0 a 4   | 12    |

## Economia
El 2007 la població en edat de treballar era de 808 persones, 588 eren actives i 220 eren inactives. De les 588 persones actives 533 estaven ocupades (288 homes i 245 dones) i 55 estaven aturades (26 homes i 29 dones). De les 220 persones inactives 85 estaven jubilades, 78 estaven estudiant i 57 estaven classificades com a «altres inactius».

### Ingressos
El 2009 a Tavers hi havia 537 unitats fiscals que integraven 1.394 persones, la mediana anual d'ingressos fiscals per persona era de 20.857 €.

### Activitats econòmiques
Dels 83 establiments que hi havia el 2007, 1 era d'una empresa extractiva, 1 d'una empresa alimentària, 4 d'empreses de fabricació de material elèctric, 5 d'empreses de fabricació d'altres productes industrials, 9 d'empreses de construcció, 22 d'empreses de comerç i reparació d'automòbils, 2 d'empreses de transport, 7 d'empreses d'hostatgeria i restauració, 2 d'empreses d'informació i comunicació, 2 d'empreses financeres, 7 d'empreses immobiliàries, 10 d'empreses de serveis, 5 d'entitats de l'administració pública i 6 d'empreses classificades com a «altres activitats de serveis».
Dels 25 establiments de servei als particulars que hi havia el 2009, 1 era una oficina de correu, 3 tallers de reparació d'automòbils i de material agrícola, 2 tallers d'inspecció tècnica de vehicles, 1 paleta, 1 guixaire pintor, 1 fusteria, 4 lampisteries, 2 electricistes, 1 perruqueria, 2 veterinaris, 3 restaurants, 2 agències immobiliàries i 2 salons de bellesa.
Dels 10 establiments comercials que hi havia el 2009, 1 era, 1 un hipermercat, 2 grans superfícies de material de bricolatge, 1 una botiga de menys de 120 m², 1 una llibreria, 1 una botiga de roba, 1 una sabateria, 1 una botiga d'electrodomèstics i 1 una botiga de material de revestiment de parets i terra.
L'any 2000 a Tavers hi havia 18 explotacions agrícoles que ocupaven un total de 1.430 hectàrees.

## Equipaments sanitaris i escolars
El 2009 hi havia una escola elemental.

## Poblacions més properes
El següent diagrama mostra les poblacions més properes.